# دانشگاه ایالتی جکسون

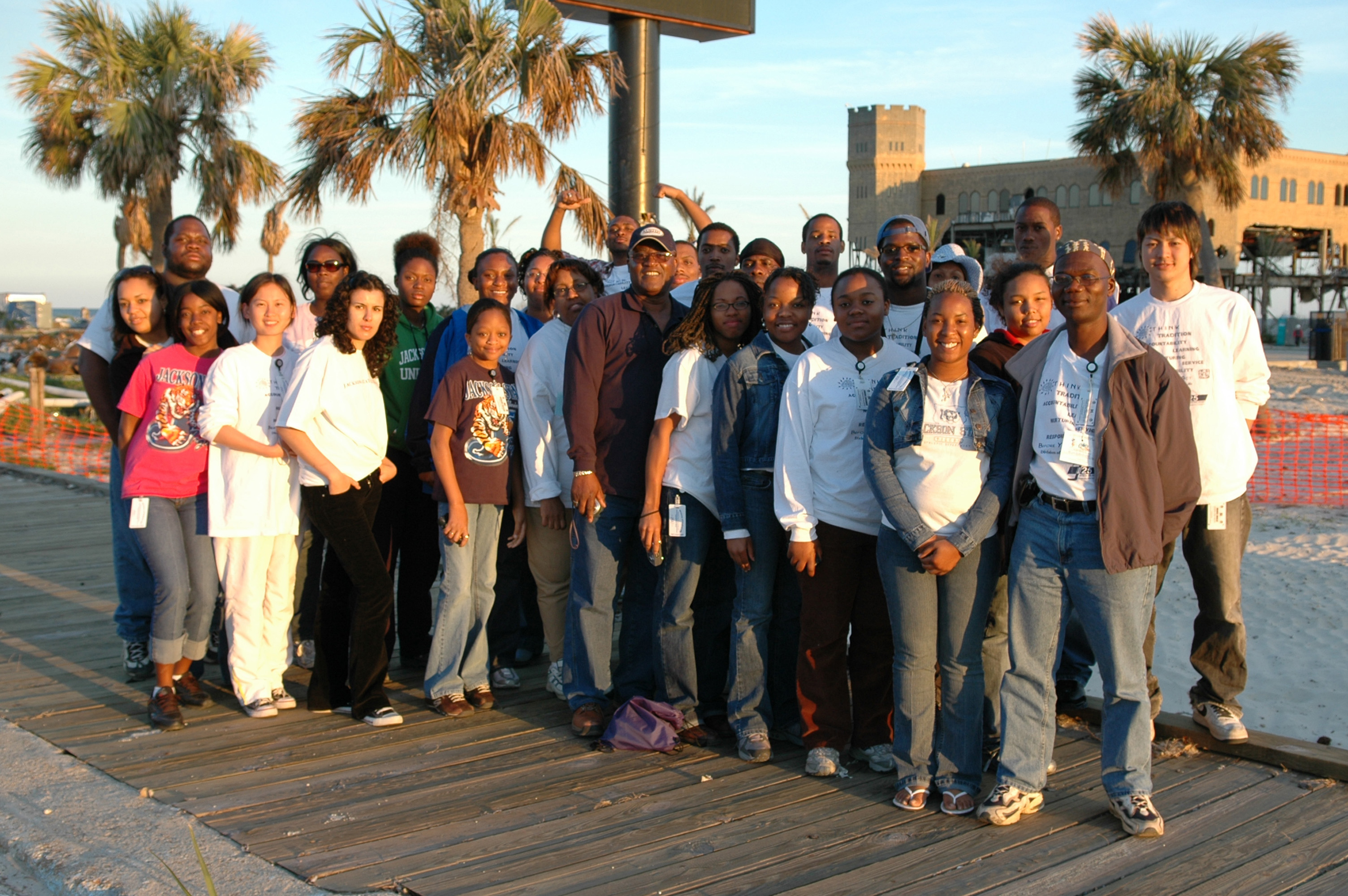
جمعی از دانشجویان این دانشگاه

دانشگاه ایالتی جکسون (به انگلیسی: Jackson State University) یکی از دانشگاه‌های ایالات متحده آمریکا بوده و در می‌سی‌سی‌پی واقع است.
در سال ۲۰۰۹، مناطق روستایی ایالت می‌سی‌سی‌پی آمریکا از دانشگاه علوم پزشکی شیراز جهت ارائه الگوهای خدمات بهداشتی در روستاها درخواست گفتگو کردند. در این بین نمایندگانی بین این دانشگاه و دانشگاه علوم پزشکی شیراز ردوبدل گردیدند. ایالت می‌سی‌سی‌پی همواره بدنبال راه‌هایی برای ارائه خدمات درمانی به مناطق روستایی خود با هزینه‌های کم بوده‌است.